# 吉井町 (阿南市)
吉井町（よしいちょう）は、徳島県阿南市の町名。2014年3月現在の人口は543人、世帯数は182世帯。郵便番号は〒771-5172。

## 地理
阿南市の北部、那賀川右岸に位置。北は楠根町、西および南は加茂町、東は熊谷町に接する。加茂町とともに旧加茂谷村の中心地をなす。純農村地帯。石灰岩の高尾鋼床（埋蔵量85万t）がある。
那賀川沿いの平地には一面ビニールハウスが目立つ。北境の一部をなす那賀川には昭和52年完成の加茂谷橋が架かり、対岸の楠根町と結ぶ。
地内には阿南市立吉井小学校・正八幡神社・加茂谷公民館などがある。

### 河川
- 那賀川

### 小字
| - 秋葉下 - 天ケ谷 - 皇神 - 海山谷 - 片山 | - 賀美 - 地神北 - 地神南 - 中合 - 中洲 | - 野尻 - 原 - 日塚口 - 日ノ浦 - 帽子石 | - 宮ノ前 - 柳谷 |  |

## 歴史
江戸期から町村制の施行された明治22年にかけては那西郡および那賀郡の村であった。寛文4年より那賀郡に属す。
明治22年に同郡加茂谷村の大字となった。昭和30年より富岡町の大字となる。昭和33年に阿南市が誕生し、現在の町名となる。また一部が熊谷町となった。

## 施設
- 阿南市立吉井小学校
- 阿南市立吉井幼稚園
- 加茂谷公民館
- 正八幡神社

## 交通

### バス
徳島バス
- 吉井
- 吉井校前

### 道路
都道府県道
- 徳島県道28号阿南小松島線
- 徳島県道282号大井南島線